# Lupénková pila

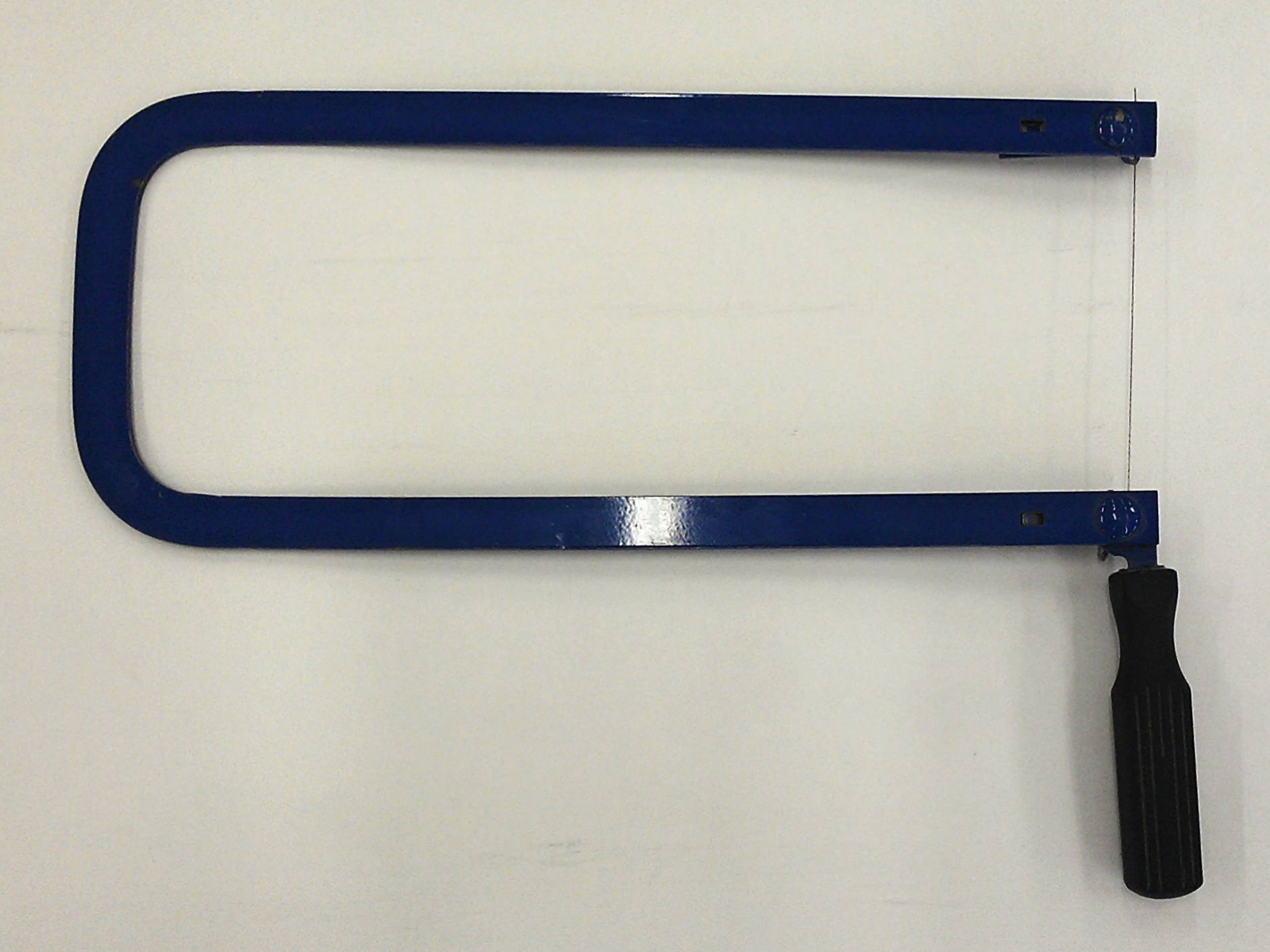
Lupénková pila

Lupénková pila, častěji pilka, je druh pily sestávající z pružného pevného rámu ve tvaru "U" s rukojetí, opatřeného na obou koncích dvěma upevňovacími mechanismy, kterými se do rámu uchycuje pilový list. Lupénkovou pilkou lze řezat dřevo, plast, kov i další materiály, pokud jejich tvrdost nepřesahuje tvrdost listu. Lupenková pilka je základním nástrojem zlatníků, hodinářů, truhlářů a příbuzných profesí, nachází uplatnění i v modelářství.

## Historie

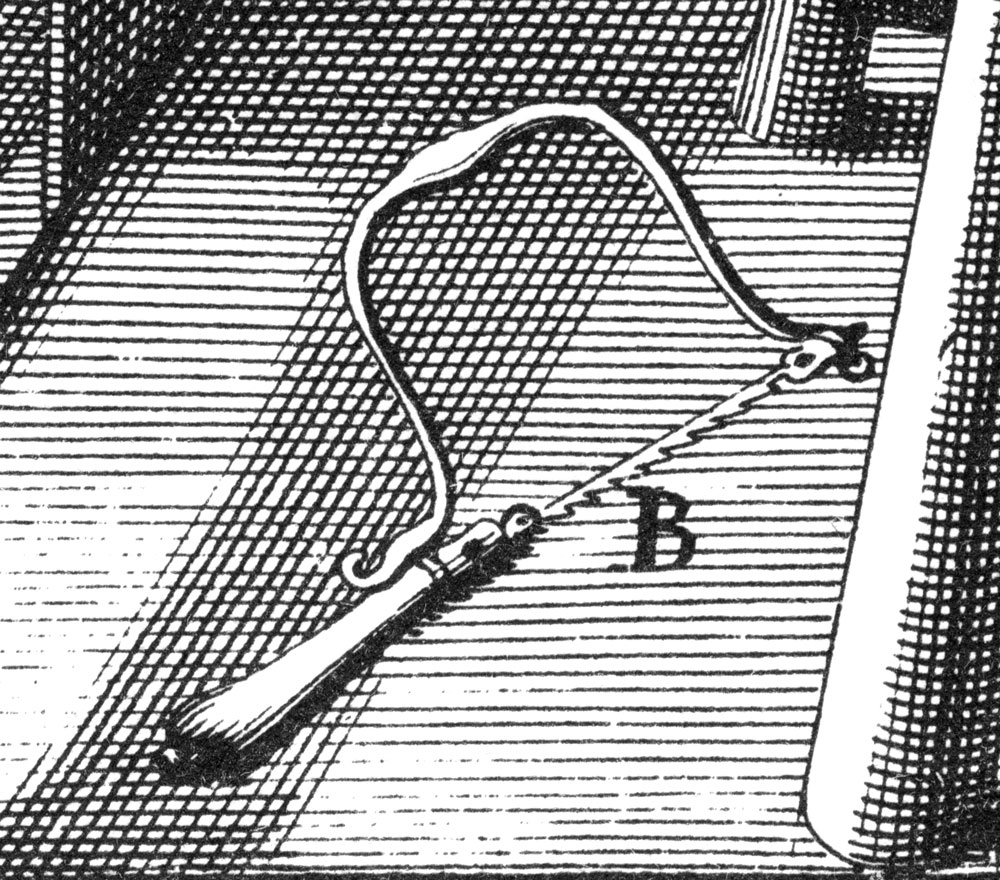
Detail rytiny z knihy Des principes de l'architecture, de la sculpture, de la peinture, et des autres arts qui en dépendent (1676). Pravděpodobně nejstarší zobrazení lupénkové pily.

Lupénková pilka byla vynalezena pravděpodobně někdy v polovině 16. století s rozvojem metalurgie a využití pružiny v hodinách. Tento kus kovu nebyl kován ale válen, proto poskytoval dostatečnou pevnost a pružnost při řezání. Pila podobného tvaru byla s jistotou používána již dříve, nejspíše již za Římské říše, avšak neposkytovala tak tenký a čistý řez. Lupénková pila byla v minulosti využívána i v kombinaci se speciálním stojanem vynalezeným kolem roku 1780, zvaným francouzsky chevalet de marqueterie (doslova „marketerský stojan“). Ten usnadňoval práci držením kolmého řezu. Později tuto pilu nahradila mechanizovaná dekupírka.

## Konstrukce
Rámy mívají různou hloubku, která určuje maximální dráhu přímého řezu a obecně dosah pilky. Jejich rozteč je buď pevná, odpovídající standardní délce pilového listu, a nebo nastavitelná, aby šlo zužitkovat i zlomené listy. Materiálem je nejčastěji ocel, kvůli snížení hmotnosti často i tvrzené profily ze slitin hliníku. Upevňovací mechanismus je nejčastěji plíšek přitahovaný křídlovou matkou k rámu, někdy též otvor, do nějž se list zasune a upevní šroubem.

### Pilový list
Listy jsou kalené, tenké, ploché plátky kovu opatřené na jedné straně ozubením, nebo kalené dráty s ozubením spirálovitě po obvodu. Podle hrubosti se pilky označují (od nejjemnější po nejhrubší: 8/0, 7/0, 6/0, 5/0, 4/0, 3/0, 2/0, 1/0, 00, 0, 1, 2, 3, 4, 5, 6).
Běžně užívané jsou hrubosti cca od 4/0 do 3, jemnější listy slouží k přesné detailní práci zlatníků a hodinářů, hrubší se používají spíše k řezaní nekovových materiálů. Pravidlem je však, že na tloušťku materiálu by měly být 2–3 zuby. 
Někteří výrobci toto značení nedodržují a dodávají pouze několik málo velikostí označených přibližně a nebo konkrétním rozměrem řezné dráhy, často také rozlišují pilky "na kov" a "na dřevo". U listů renomovaných výrobců zaměřených na profesionální nástroje takové rozlišení nemá význam, neboť jsou použitelné univerzálně.

## Používání

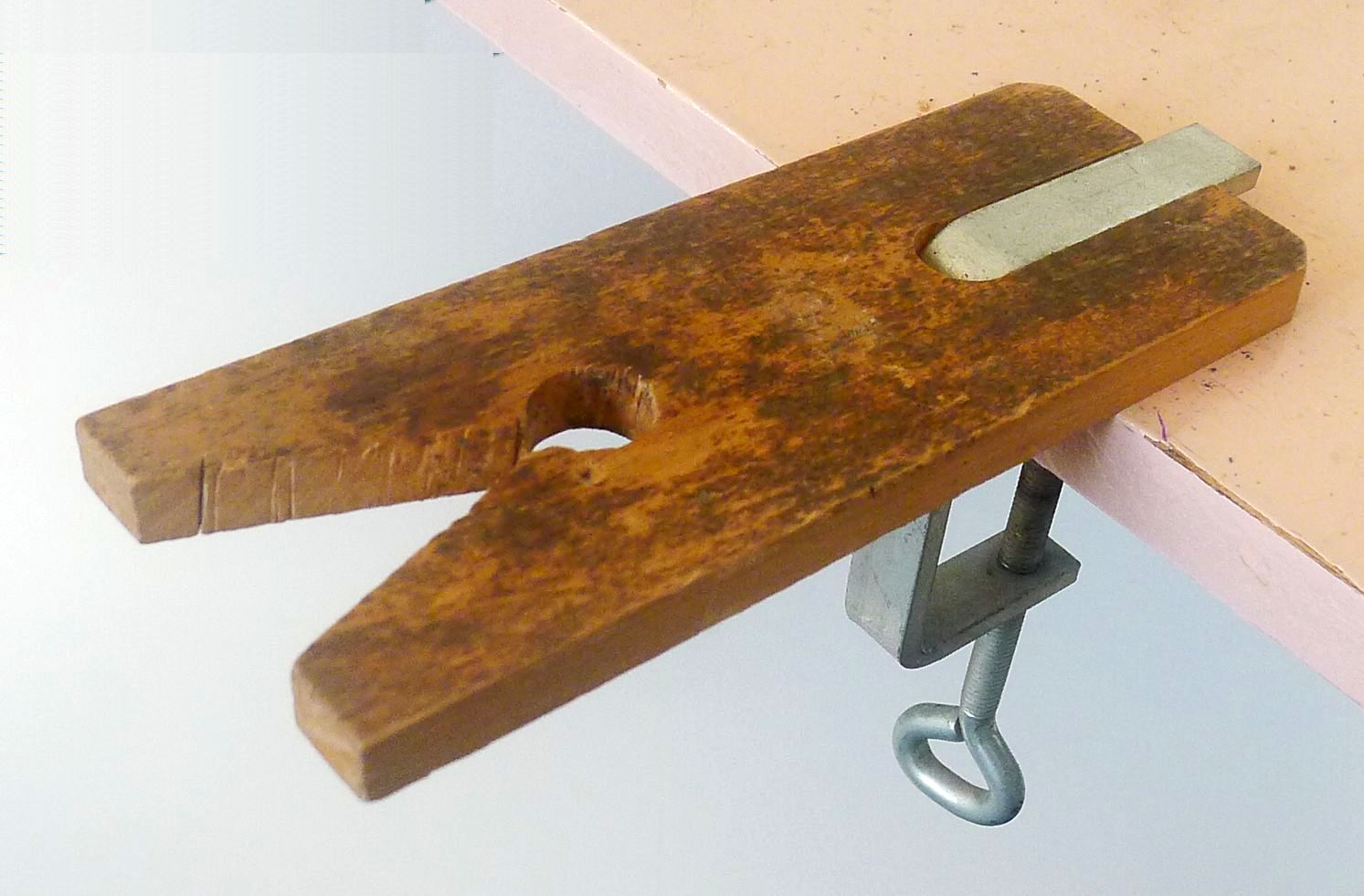
Podstavec s otvorem k vyřezávání z plošných materiálů

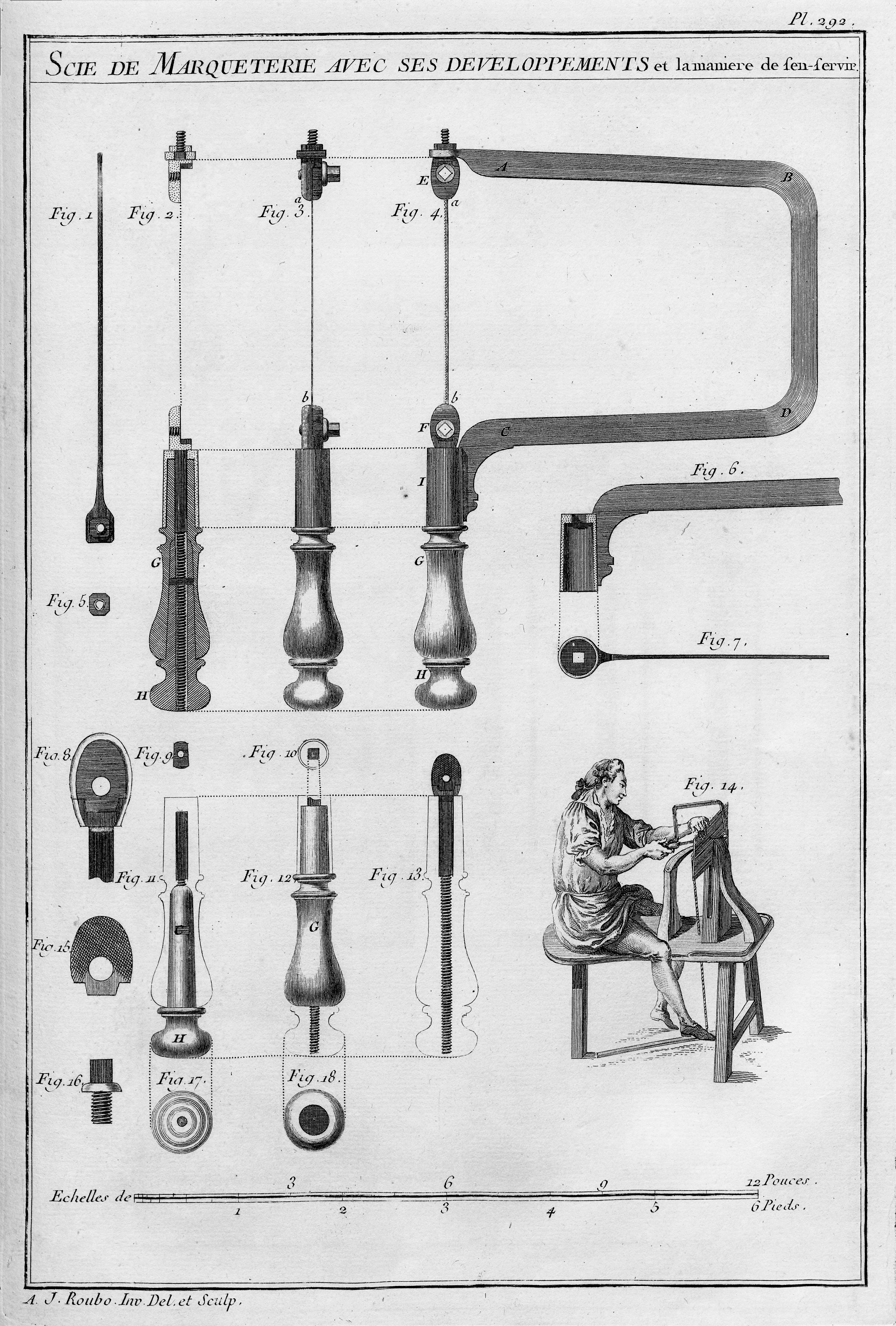
Rytina z encyklopedie L'Art du Menuisier (1769) zobrazující konstrukci lupénkové pily a její použití.

List se upevňuje do rámu nejprve na jednom konci, poté se rám mírně stlačí a list upevní na druhém konci. Upevněný list musí být optimálně napjatý – příliš volný a nebo napjatý list je při práci náchylnější k přetržení. List se zásadně upevňuje tak, aby zuby směřovaly k rukojeti, tj. aby zabíraly při tahu směrem k sobě. 
Práce s lupenkovou pilkou není fyzicky namáhavá, ale vyžaduje jistou ruku. Křečovité držení nebo přílišný tlak způsobí prasknutí listu. Pilka je držena kolmo k řezanému materiálu, materiál je ubírán jen při tahu dolů. U rovných řezů je možno pilku naklonit směrem dopředu, náklon do strany vede, zejména u silnějšího materiálu, nejčastěji k přetržení listu. Při řezání se doporučuje list lubrikovat olejem nebo včelím voskem, i když piliny zachycené na oleji mohou znesnadňovat sledování narýsované linie řezu. Pro usnadnění začátku řezu se materiál zařízne pilníkem.

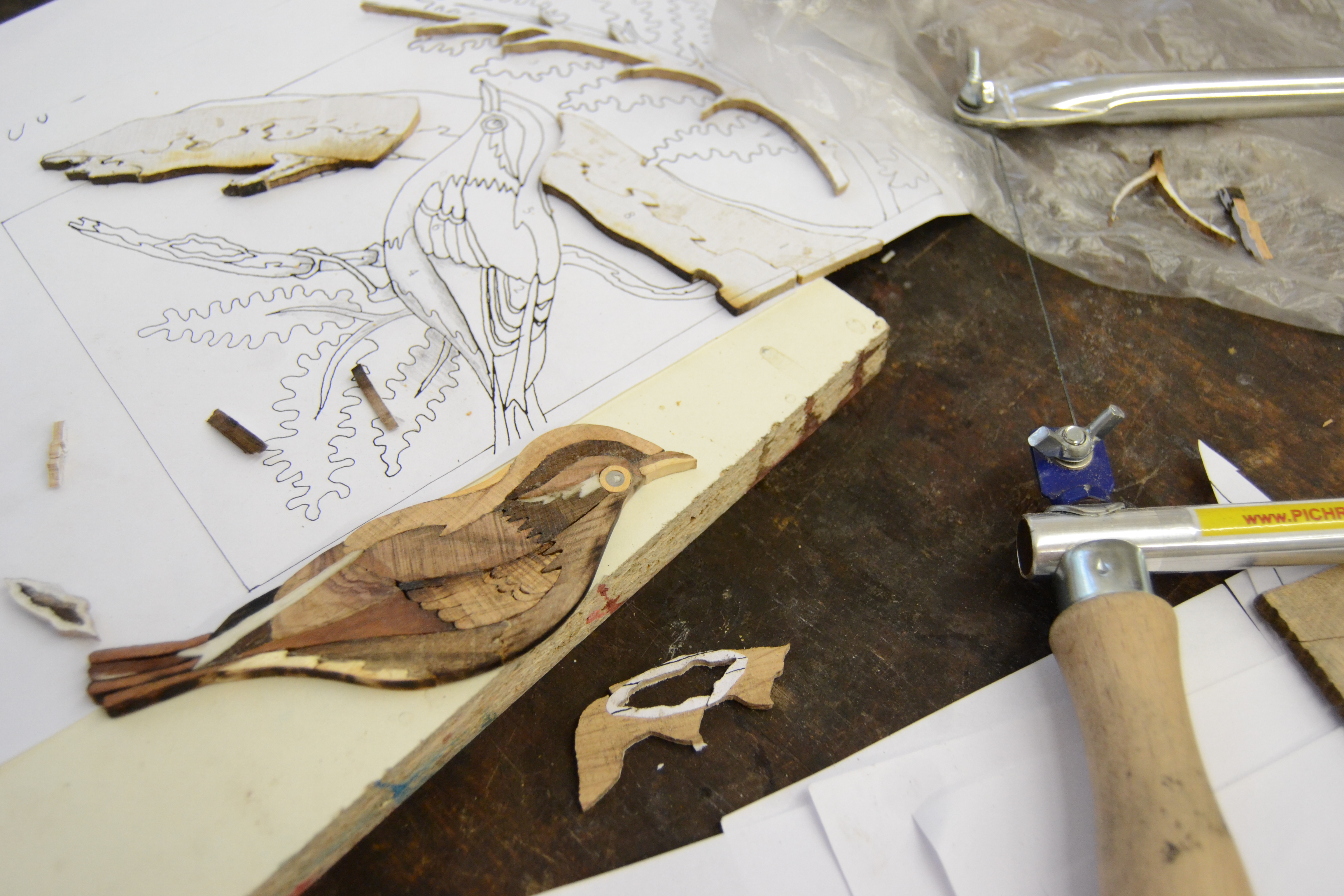
Použití pily pro výrobu řezané intarzie

Kromě řezů od kraje materiálu lze lupénkovou pilkou vyřezávat i vnitřní tvary. V příslušném místě materiálu se navrtá otvor, kterým se list uchycený na jednom konci rámu provlékne a uchytí do konce druhého. Jemné listy upnuté v rámu lze na obtížně dostupných místech užít i jako miniaturní pilník.